# マーガレット・ホイットン
マーガレット・ホイットン（Margaret Whitton,  1949年11月30日 - 2016年12月4日）は、アメリカ合衆国の女優である。

## 来歴
1949年、ペンシルバニア州フィラデルフィアに生まれる。ニューヨークにおいて、舞台女優としてキャリアをスタートさせ、様々な演目へ出演してキャリアを積んだ。1982年には、ブロードウェイ劇『Steaming』で、ブロードウェイデビューも果たした。
1972年に『Parades』で映画デビュー。1986年にはミッキー・ローク主演のサスペンス映画『ナインハーフ』へ出演し、徐々にその名前が知られるようになった。1989年にはチャーリー・シーン、トム・ベレンジャー主演の『メジャーリーグ』へ出演して、意地の悪い野球チームの女オーナーを演じた。その後製作された同作品の続編『メジャーリーグ2』へも同役で続投し、日本から参加した石橋貴明とも共演している。

### 死去
2016年12月4日、フロリダ州パームビーチにある自宅で癌のため息を引き取った。67歳だった。

## 出演作品

### 映画
- Parades (1972)
- Teenage Hitchhikers (1975)
- National Lampoon's Movie Madness (1982)
- Love Child (1982)
- 明日へのタッチダウン The Best of Times (1986)
- ナインハーフ Nine 1/2 Weeks (1986)
- 摩天楼はバラ色に The Secret of My Success (1987)
- 赤ちゃんはトップレディがお好き Baby Boom (1987)
- 黄昏に燃えて Ironweed (1987)
- メジャーリーグ Major League (1989)
- Little Monsters (1989)
- Kojak: None So Blind (1990) ※テレビ映画
- The Summer My Father Grew Up (1991)
- マイ・スイート・ファミリー Big Girls Don't Cry... They Get Even (1992)
- 顔のない天使 The Man Without a Face (1993)
- メジャーリーグ2 Major League II (1993)
- Menendez: A Killing in Beverly Hills (1994)
- Trial by Jury (1994)

### テレビドラマ
- 特捜刑事マイアミ・バイス Miami Vice (1984)
- ホームタウン Hometown (1985)
- 私立探偵スペンサー Spenser: For Hire (1986, 1988)
- フロム・ザ・ダークサイド Tales from the Darkside (1987)
- A Fine Romance (1989)
- Good & Evil (1991)
- Cutters (1993)